# Daegang-myeon, Danyang-gun
Daegang-myeon (koreanska: 대강면) är en socken i den centrala delen av Sydkorea, 145 km sydost om huvudstaden Seoul. Den ligger i kommunen Danyang-gun i provinsen Norra Chungcheong.